# Alfredo Becker Carrasco

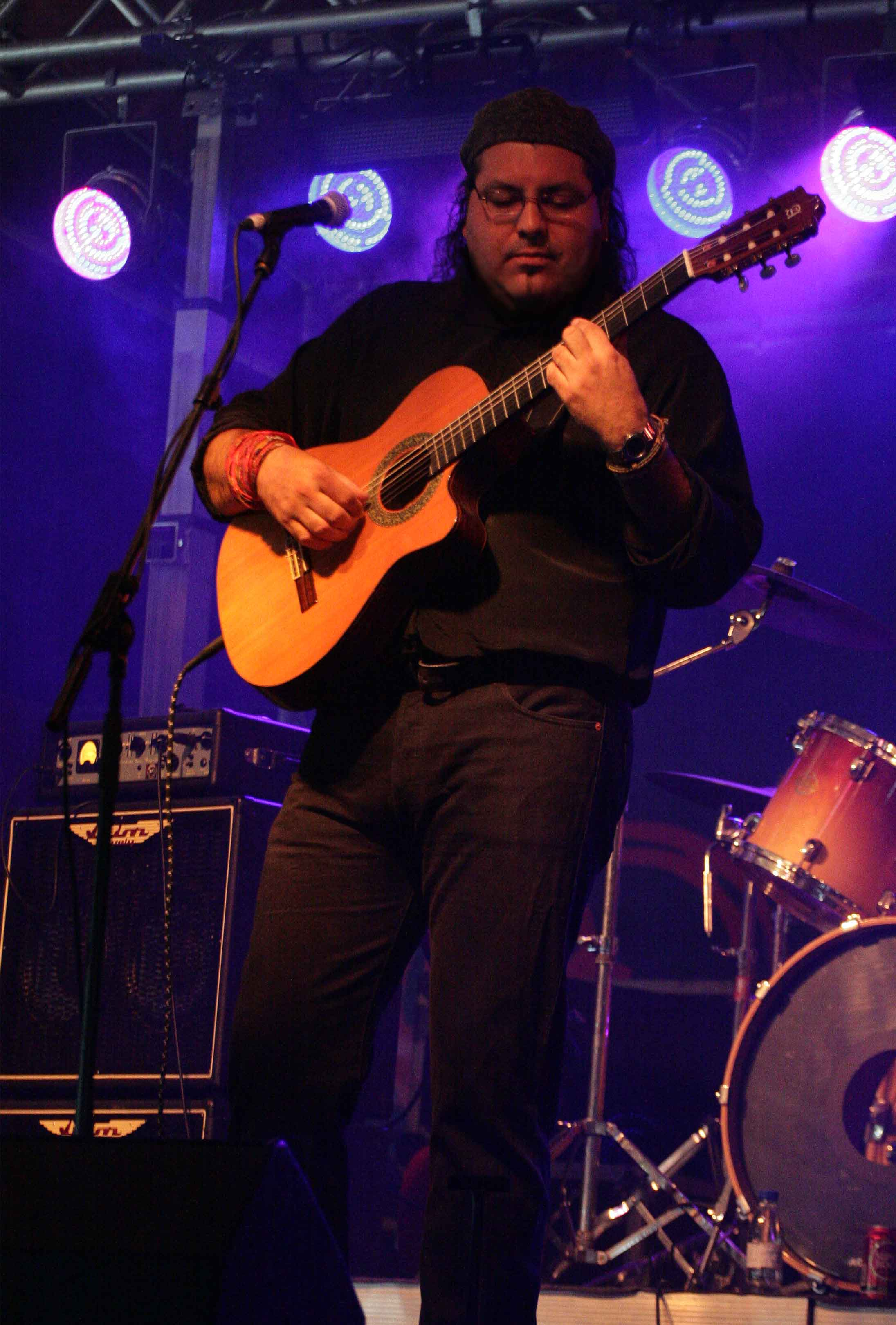
Cantautor colombo chileno Alfredo Becker tocando en la Festa do Avante, Portugal, 2009

Alfredo Becker Carrasco (n. 11 de junio de 1970 en Bogotá)  es un cantautor, actor y narrador colombo-chileno. Él se define como juglar, lo que hace honor a su usual itinerancia, la que lo ha llevado a residir en varios países hispanoamericanos junto con sus obras y canciones. 
Este deambular caminos comienza desde su más tierna infancia debido a los constantes cambios que los obligaba a él y a su familia, el trabajo de su padre. De esta manera, acostumbrándose desde pequeño a recorrer países y lenguas y convirtiéndose en su forma natural de vida. 
Superados los estudios básicos decide volver a Chile, la tierra de sus padres, donde hace sus estudios en teatro y música.
Finalizado el periodo universitario retoma los caminos trabajando con diversas agrupaciones musicales y teatrales en América Latina: Taller de Teatro Nuez, Quito (1991-93); Picasón, Quito (1992-93); Grupo Arte Retablo de Lima (1993-94 y 1997); La marmita de los Brujos de Lima, (1997); Huipala, Quito (1998); Grupo Arte Zaguán (1994-2019 ) y empieza a realizar espectáculos como solista, fusionando el canto de autor con la narración de cuentos.

## Historia
En el año de 1996 empieza a recorrer mundo como solista. Su viaje arranca en Santiago de Chile y continua en el 97 en Perú, 98 en Ecuador y se consolida en Colombia entre el año 1999 y el 2001, donde presenta sus espectáculos en diversos eventos y festivales, lanza el Espectáculo y CD "Que cuente la música" y protagoniza el programa de televisión "A mitad de Camino" en el canal Señal Colombia. 
En el año 2002 luego de una importante gira por Venezuela se radica en Chile durante tres años en donde organiza los eventos internacionales "Encuentemonos 2003 y "Cuenteando 2004"y lanza el espectáculo y CD "desenCantos con desenCuentos", 
Una nueva gira de un año lo lleva a Venezuela, Ecuador, Colombia y termina radicándose en España a finales del 2007. 
Su etapa europea lo lleva a presentarse por toda España, Portugal, Francia y Suiza. En Madrid y Barcelona lanza tres nuevos discos "Bitácora de Camino" en el 2008 y "Volver a la Esencia" en el 2011 y "Les Chants du Zaguán", disco con canciones versionadas en francés para su gira por Francia y Suiza en el verano de 2012. En el 2013 vuelve a Chile en busca de retomar públicos y escenario que lo vieron en sus inicios.
Después de permanecer tres años en su tierra, atractivas ofertas lo vuelven a llevar a España, donde esta actualmente radicado.
En septiembre del 2019 lanza una nueva producción discográfica: "Quien nace chicharra... lucha cantando", homenaje a los artistas que le inspiraron y motivaron a emprender su carrera.

## Discografía
Álbumes oficiales
- 2001 - Que cuente la Música.

- 2005 - desenCantos y desenCuentos.

- 2008 - Bitácora de Camino.

- 2011 - Volver a la Esencia

- 2012 - Les Chants du Zaguán

- 2013 - Un cantito me han pedido

- 2017 - desConcierto en Sol meJor

- 2019 - Quien nace chicharra... lucha cantando

Álbumes Colectivos
- 2012 - “Música contra los CIEs”